# 心蓮寺
心蓮寺（しんれんじ）は、京都府南丹市美山町小字横坂にある日蓮宗の寺院。山号は具足山。旧本山は大本山妙覚寺（四条門流）、生師法縁。京都府道369号八原田上弓削線の沿線で、南丹市の一時避難所に指定されている。

## 歴史
- 永仁2年（1294年）日像菩薩が北国広宣流布のため若狭から八ヶ峯を越え当地の知井を訪れ開創した。

## 参考資料
- 日蓮宗寺院大鑑編集委員会『宗祖第七百遠忌記念出版 日蓮宗寺院大鑑』大本山池上本門寺 (1981年) 731頁参照
- 日蓮宗新聞 2013年3月12日